# Asian Women's Club Volleyball Championship 2024
Asian Women's Club Volleyball Championship 2024 var den 24:e upplagan av tävlingen, som är den mest prestigefyllda turneringen i volleyboll för klubblag i Asien. Turneringen hölls i Nakhon Ratchasima, Thailand, från 22 till 29 september 2024. Tävlingen arrangerades av Asian Volleyball Confederation (AVC) i samarbete med den lokala värden Thailands volleybollförbund (TVA). I turneringen deltog åtta lag från AVC:s medlemsförbund. NEC Red Rockets vann turneringen genom att besegra LP Bank Ninh Bình i finalen. De bägge finallagen kvalificerade sig därigenom för världsmästerskapet för klubblag 2024. Yoshino Sato utsågs till turneringens mest värdefulla spelare.

## Kval
Enligt AVC:s regelverk fick maximalt 12 lag delta:
- 1 lag från värdlandet
- 3 lag baserat på slutplaceringen vid föregående upplagan
- 5 lag från var och en av de fem zonorganisationerna baserat på deras resultat i föregående upplaga (eller om inget lag i zonen deltog, baserad på världsranking)
- 2 lag baserat på världsranking
- 1 lag som wildcard för värdlandet.

### Kvalificerade förbund
| Turnering(ar)                                   | Turnering(ar)                                   | Datum                 | Plats    | Antal kvalificerade | Kvalificerade                                            |
| ----------------------------------------------- | ----------------------------------------------- | --------------------- | -------- | ------------------- | -------------------------------------------------------- |
| Värdland                                        | Värdland                                        | i.u.                  | i.u.     | 1                   | Thailand                                                 |
| Asian Women's Club Volleyball Championship 2023 | Asian Women's Club Volleyball Championship 2023 | 25 april – 2 maj 2023 | Vĩnh Yên | 3                   | - Vietnam - Thailand - Kina - Taiwan - Japan - Kazakstan |
| Direkt utdelade wildcards                       | EAVA                                            | 11 september 2024     | Bangkok  | 1                   | Hongkong                                                 |
| Direkt utdelade wildcards                       | CAVA                                            | 11 september 2024     | Bangkok  | 1                   | Iran                                                     |
| Direkt utdelade wildcards                       | SEAVA                                           | 11 september 2024     | Bangkok  | 1                   | Filippinerna                                             |

## Deltagande lag
Följande lag deltog i turneringen:
| Förbund      | Lag                 | Resultat i nationell liga                                    |
| ------------ | ------------------- | ------------------------------------------------------------ |
| Hongkong     | Kwai Tsing          |                                                              |
| Iran         | BV Saipa Teheran    | mästare Iranska förstaligan i volleyboll för damer 2023/2024 |
| Japan        | NEC Red Rockets     | mästare V.League Division 1 2023/2024                        |
| Kazakstan    | Kuanysj VK          | trea Kazakstans damvolleybolliga 2022/2023                   |
| Filippinerna | Monolith Sky Risers | mästare UAAP 2024                                            |
| Thailand     | Nakhonratchasima VC | mästare Thailands volleybolliga för kvinnor 2023/24          |
| Vietnam      | Ninh Bình VC        | mästare Vietnams nationella volleybollmästerskap 2023        |
| Vietnam      | Hóa chất Đức Giang  | tvåa Vietnams nationella volleybollmästerskap 2023           |

Notes:
1. ↑  universitetslag som representerar National University som deltog som klubblag.[5]

## Arena
| Alla matcher                |
| --------------------------- |
| Nakhon Ratchasima, Thailand |
| Korat Chatchai Hall         |
| Kapacitet: 5 000            |
|                             |

## Rankingskriterier
Om slutresultatet blev 3-0 eller 3-1 tilldelades 3 poäng till det vinnande laget och 0 till det förlorande laget, om slutresultatet blev 3-2 tilldelades 2 poäng till det vinnande laget och 1 till det förlorande laget. Om ett lag inte deltog i en match räknades det som en förlust med 0-3 i set (0-25, 0-25, 0-25).
Lagens position i respektive grupp bestämdes utifrån (i tur och ordning):
- Antal vunna matcher
- Poäng per match
- Kvot vunna / förlorade set
- Kvot vunna / förlorade poäng.
- Inbördes möte(n)

## Grupprundan
- Alla tider är thailändsk standardtid (UTC+07:00).

### Grupp A
| Pos | Lag                 | M | V | F | P | SV | SF | SK    | BV  | BF  | BK    | Kvalificering |
| --- | ------------------- | - | - | - | - | -- | -- | ----- | --- | --- | ----- | ------------- |
| 1   | Kuanysj VK          | 3 | 3 | 0 | 8 | 9  | 2  | 4,500 | 250 | 214 | 1,168 | Kvartsfinaler |
| 2   | Nakhonratchasima VC | 3 | 2 | 1 | 7 | 8  | 4  | 2,000 | 264 | 226 | 1,168 | Kvartsfinaler |
| 3   | Hóa chất Đức Giang  | 3 | 1 | 2 | 3 | 4  | 6  | 0,667 | 214 | 217 | 0,986 | Kvartsfinaler |
| 4   | Kwai Tsing          | 3 | 0 | 3 | 0 | 0  | 9  | 0,000 | 154 | 225 | 0,684 | Kvartsfinaler |

| Datum  | Tid   |                     | Resultat |                     | Set 1 | Set 2 | Set 3 | Set 4 | Set 5 | Totalt | Rapport |
| ------ | ----- | ------------------- | -------- | ------------------- | ----- | ----- | ----- | ----- | ----- | ------ | ------- |
| 22 Sep | 10:00 | Kuanysj VK          | 3–0      | Hóa chất Đức Giang  | 25–17 | 25–22 | 25–20 |       |       | 75–59  | Rapport |
| 22 Sep | 19:00 | Nakhonratchasima VC | 3–0      | Kwai Tsing          | 25–16 | 25–18 | 25–12 |       |       | 75–46  | Rapport |
| 23 Sep | 16:00 | Nakhonratchasima VC | 2–3      | Kuanysj VK          | 8–25  | 24–26 | 25–12 | 25–22 | 13–15 | 95–100 | Rapport |
| 23 Sep | 19:00 | Kwai Tsing          | 0–3      | Hóa chất Đức Giang  | 17–25 | 15–25 | 16–25 |       |       | 48–75  | Rapport |
| 24 Sep | 16:00 | Hóa chất Đức Giang  | 1–3      | Nakhonratchasima VC | 23–25 | 25–19 | 16–25 | 16–25 |       | 80–94  | Rapport |
| 24 Sep | 19:00 | Kuanysj VK          | 3–0      | Kwai Tsing          | 25–21 | 25–21 | 25–18 |       |       | 75–60  | Rapport |

### Grupp B
| Pos | Lag                 | M | V | F | P | SV | SF | SK    | BV  | BF  | BK    | Kvalificering |
| --- | ------------------- | - | - | - | - | -- | -- | ----- | --- | --- | ----- | ------------- |
| 1   | NEC Red Rockets     | 3 | 3 | 0 | 9 | 9  | 1  | 9,000 | 251 | 180 | 1,394 | Kvartsfinaler |
| 2   | Ninh Bình VC        | 3 | 2 | 1 | 6 | 6  | 4  | 1,500 | 221 | 208 | 1,063 | Kvartsfinaler |
| 3   | Monolith Sky Risers | 3 | 1 | 2 | 3 | 3  | 7  | 0,429 | 206 | 231 | 0,892 | Kvartsfinaler |
| 4   | BV Saipa Teheran    | 3 | 0 | 3 | 0 | 3  | 9  | 0,333 | 227 | 288 | 0,788 | Kvartsfinaler |

| Datum  | Tid   |                     | Resultat |                     | Set 1 | Set 2 | Set 3 | Set 4 | Set 5 | Totalt | Rapport |
| ------ | ----- | ------------------- | -------- | ------------------- | ----- | ----- | ----- | ----- | ----- | ------ | ------- |
| 22 Sep | 13:00 | BV Saipa Teheran    | 1–3      | Monolith Sky Risers | 19–25 | 18–25 | 25–19 | 18–25 |       | 80–94  | Rapport |
| 22 Sep | 16:00 | NEC Red Rockets     | 3–0      | Ninh Bình VC        | 25–15 | 25–21 | 25–18 |       |       | 75–54  | Rapport |
| 23 Sep | 10:00 | NEC Red Rockets     | 3–1      | BV Saipa Teheran    | 25–27 | 25–12 | 25–18 | 25–14 |       | 100–71 | Rapport |
| 23 Sep | 13:00 | Ninh Bình VC        | 3–0      | Monolith Sky Risers | 25–15 | 25–20 | 25–22 |       |       | 75–57  | Rapport |
| 24 Sep | 10:00 | BV Saipa Teheran    | 1–3      | Ninh Bình VC        | 16–25 | 16–25 | 25–17 | 19–25 |       | 76–92  | Rapport |
| 24 Sep | 13:00 | Monolith Sky Risers | 0–3      | NEC Red Rockets     | 24–26 | 13–25 | 18–25 |       |       | 55–76  | Rapport |

## Huvudrundan
- Alla tider är thailändsk standardtid (UTC+07:00).

|  | Kvartsfinaler       | Kvartsfinaler       |                 |   | Semifinaler | Semifinaler |  |  | Final | Final |
|  |                     |                     |                 |   |             |             |  |  |       |       |
|  | 26 september        |                     |                 |   |             |             |  |  |       |       |
|  |                     |                     |                 |   |             |             |  |  |       |       |
|  | Kuanysj VK          | 3                   |                 |   |             |             |  |  |       |       |
|  | Kuanysj VK          | 3                   | 27 september    |   |             |             |  |  |       |       |
|  | BV Saipa Teheran    | 1                   |                 |   |             |             |  |  |       |       |
|  | BV Saipa Teheran    | 1                   | Kuanysj VK      | 1 |             |             |  |  |       |       |
|  | 26 september        |                     | Kuanysj VK      | 1 |             |             |  |  |       |       |
|  |                     | Ninh Bình VC        | 3               |   |             |             |  |  |       |       |
|  | Ninh Bình VC        | Ninh Bình VC        | 3               | 3 |             |             |  |  |       |       |
|  | Ninh Bình VC        |                     | 29 september    | 3 |             |             |  |  |       |       |
|  | Hóa chất Đức Giang  | 0                   |                 |   |             |             |  |  |       |       |
|  | Hóa chất Đức Giang  | 0                   | Ninh Bình VC    | 0 |             |             |  |  |       |       |
|  | 26 september        |                     | Ninh Bình VC    | 0 |             |             |  |  |       |       |
|  |                     | NEC Red Rockets     | 3               |   |             |             |  |  |       |       |
|  | NEC Red Rockets     | NEC Red Rockets     | 3               | 3 |             |             |  |  |       |       |
|  | NEC Red Rockets     | 27 september        |                 | 3 |             |             |  |  |       |       |
|  | Kwai Tsing          | 0                   |                 |   |             |             |  |  |       |       |
|  | Kwai Tsing          | 0                   | NEC Red Rockets | 3 |             |             |  |  |       |       |
|  | 26 september        |                     | NEC Red Rockets | 3 |             |             |  |  |       |       |
|  |                     | Nakhonratchasima VC | 2               |   | Bronsmatch  | Bronsmatch  |  |  |       |       |
|  | Nakhonratchasima VC | Nakhonratchasima VC | 2               | 3 | Bronsmatch  | Bronsmatch  |  |  |       |       |
|  | Nakhonratchasima VC |                     | 29 september    | 3 |             |             |  |  |       |       |
|  | Monolith Sky Risers | 2                   |                 |   |             |             |  |  |       |       |
|  | Monolith Sky Risers | 2                   | Kuanysj VK      | 0 |             |             |  |  |       |       |
|  |                     |                     |                 |   |             |             |  |  |       |       |
|  | Nakhonratchasima VC | 3                   |                 |   |             |             |  |  |       |       |
|  | Nakhonratchasima VC | 3                   |                 |   |             |             |  |  |       |       |

|  | Matcher om plats 5-8 | Matcher om plats 5-8 |                    |   | Match om 5:e plats | Match om 5:e plats |
|  |                      |                      |                    |   |                    |                    |
|  | 27 september         |                      |                    |   |                    |                    |
|  |                      |                      |                    |   |                    |                    |
|  | BV Saipa Teheran     | 0                    |                    |   |                    |                    |
|  | BV Saipa Teheran     | 0                    | 28 september       |   |                    |                    |
|  | Hóa chất Đức Giang   | 3                    |                    |   |                    |                    |
|  | Hóa chất Đức Giang   | 3                    | Hóa chất Đức Giang | 3 |                    |                    |
|  | 27 september         |                      | Hóa chất Đức Giang | 3 |                    |                    |
|  |                      | Monolith Sky Risers  | 0                  |   |                    |                    |
|  | Kwai Tsing           | Monolith Sky Risers  | 0                  | 0 |                    |                    |
|  | Kwai Tsing           |                      |                    | 0 |                    |                    |
|  | Monolith Sky Risers  | 3                    |                    |   |                    |                    |
|  | Monolith Sky Risers  | 3                    | Bronsmatch         |   |                    |                    |
|  |                      |                      |                    |   |                    |                    |
|  | 28 september         |                      |                    |   |                    |                    |
|  |                      |                      |                    |   |                    |                    |
|  | BV Saipa Teheran     | 3                    |                    |   |                    |                    |
|  | BV Saipa Teheran     | 3                    |                    |   |                    |                    |
|  | Kwai Tsing           | 0                    |                    |   |                    |                    |

### Kvartsfinaler
| Datum  | Tid   |                     | Resultat |                     | Set 1 | Set 2 | Set 3 | Set 4 | Set 5 | Totalt | Rapport |
| ------ | ----- | ------------------- | -------- | ------------------- | ----- | ----- | ----- | ----- | ----- | ------ | ------- |
| 26 Sep | 10:00 | Kuanysj VK          | 3–1      | BV Saipa Teheran    | 24–26 | 25–15 | 25–18 | 25–12 |       | 99–71  | Rapport |
| 26 Sep | 13:00 | Ninh Bình VC        | 3–0      | Hóa chất Đức Giang  | 25–17 | 25–16 | 25–18 |       |       | 75–51  | Rapport |
| 26 Sep | 16:00 | Nakhonratchasima VC | 3–2      | Monolith Sky Risers | 25–13 | 25–21 | 20–25 | 22–25 | 15–5  | 107–89 | Rapport |
| 26 Sep | 19:00 | NEC Red Rockets     | 3–0      | Kwai Tsing          | 25–9  | 25–10 | 25–11 |       |       | 75–30  | Rapport |

### Matcher om plats 5-8
| Datum  | Tid   |                  | Resultat |                     | Set 1 | Set 2 | Set 3 | Set 4 | Set 5 | Totalt | Rapport |
| ------ | ----- | ---------------- | -------- | ------------------- | ----- | ----- | ----- | ----- | ----- | ------ | ------- |
| 27 Sep | 10:00 | BV Saipa Teheran | 0–3      | Hóa chất Đức Giang  | 16–25 | 11–25 | 25–27 |       |       | 52–77  | Rapport |
| 27 Sep | 13:00 | Kwai Tsing       | 0–3      | Monolith Sky Risers | 16–25 | 21–25 | 22–25 |       |       | 59–75  | Rapport |

### Semifinaler
| Datum  | Tid   |                 | Resultat |                     | Set 1 | Set 2 | Set 3 | Set 4 | Set 5 | Totalt | Rapport |
| ------ | ----- | --------------- | -------- | ------------------- | ----- | ----- | ----- | ----- | ----- | ------ | ------- |
| 27 Sep | 16:00 | NEC Red Rockets | 3–2      | Nakhonratchasima VC | 23–25 | 22–25 | 25–17 | 25–19 | 15–10 | 110–96 | Rapport |
| 27 Sep | 19:00 | Kuanysj VK      | 1–3      | Ninh Bình VC        | 23–25 | 25–27 | 25–18 | 22–25 |       | 95–95  | Rapport |

### Match om 7:e plats
| Datum  | Tid   |                  | Resultat |            | Set 1 | Set 2 | Set 3 | Set 4 | Set 5 | Totalt | Rapport |
| ------ | ----- | ---------------- | -------- | ---------- | ----- | ----- | ----- | ----- | ----- | ------ | ------- |
| 28 Sep | 14:00 | BV Saipa Teheran | 3–0      | Kwai Tsing | 25–20 | 25–20 | 25–17 |       |       | 75–57  | Rapport |

### Match om 5:e plats
| Datum  | Tid   |                    | Resultat |                     | Set 1 | Set 2 | Set 3 | Set 4 | Set 5 | Totalt | Rapport |
| ------ | ----- | ------------------ | -------- | ------------------- | ----- | ----- | ----- | ----- | ----- | ------ | ------- |
| 28 Sep | 17:00 | Hóa chất Đức Giang | 3–0      | Monolith Sky Risers | 25–18 | 25–15 | 25–10 |       |       | 75–43  | Rapport |

### Match om tredjepris
| Datum  | Tid   |            | Resultat |                     | Set 1 | Set 2 | Set 3 | Set 4 | Set 5 | Totalt | Rapport |
| ------ | ----- | ---------- | -------- | ------------------- | ----- | ----- | ----- | ----- | ----- | ------ | ------- |
| 29 Sep | 14:00 | Kuanysj VK | 0–3      | Nakhonratchasima VC | 22–25 | 18–25 | 21–25 |       |       | 61–75  | Rapport |

### Final
| Datum  | Tid   |              | Resultat |                 | Set 1 | Set 2 | Set 3 | Set 4 | Set 5 | Totalt | Rapport |
| ------ | ----- | ------------ | -------- | --------------- | ----- | ----- | ----- | ----- | ----- | ------ | ------- |
| 29 Sep | 17:00 | Ninh Bình VC | 0–3      | NEC Red Rockets | 16–25 | 15–25 | 17–25 |       |       | 48–75  | Rapport |

## Slutplaceringar
| Pos. | Lag                 |
| ---- | ------------------- |
| 1    | NEC Red Rockets     |
| 2    | Ninh Bình VC        |
| 3    | Nakhonratchasima VC |
| 4    | Kuanysj VK          |
| 5    | Hóa chất Đức Giang  |
| 6    | Monolith Sky Risers |
| 7    | BV Saipa Teheran    |
| 8    | Kwai Tsing          |

|  | Kvalificerat för världsmästerskapet för klubblag 2024 |

| Asian Women's Club Volleyball Championship 2024 |
| ----------------------------------------------- |
| NEC Red Rockets Andra titeln                    |

| 14–damers laguppställning |
| Haruyo Shimamura, Shiori Tsukada, Ai Hirota, Yuka Sawada (c), Moeka Kinoe, Kasumi Nojima, Riko Fujii, Tsukasa Nakagawa, Misaki Yamauchi, Yukiko Wada, Lorrayna Marys, Sayaka Daikuzono, Yoshino Sato, Haruko Sasaki |
| Tränare |
| Kaneko Takayuki |

## Utmärkelser
| - Mest värdefulla spelare Yoshino Sato (JPN) (NEC Red Rockets) - Bästa passare Shiori Tsukada (JPN) (NEC Red Rockets) - Bästa vänsterspikrar Onuma Sittirak (THA) (Nakhonratchasima VC) Warisara Seetaloed (THA) (Ninh Bình VC) | - Bästa centrars Haruyo Shimamura (JPN) (NEC Red Rockets) Markenzie Benoit (USA) (Nakhonratchasima VC) - Bästa högerspiker Nguyễn Thị Bích Tuyền (VIE) (Ninh Bình VC) - Bästa libero Sayaka Daikuzono (JPN) (NEC Red Rockets) |

## Individuell statistik
| Pos. | Spelare               | P   |
| ---- | --------------------- | --- |
| 1    | Nguyen Thi Bich Tuyen | 151 |
| 2    | Yoshino Sato          | 100 |
| 3    | Sana Anarkulova       | 97  |
| 4    | Onuma Sittirak        | 96  |
| 5    | Solomon Alyssa Jae    | 95  |

| Pos. | Spelare               | Anfall | Andel framgångsrika |
| ---- | --------------------- | ------ | ------------------- |
| 1    | Nguyen Thi Bich Tuyen | 137    | 46,60 %             |
| 2    | Onuma Sittirak        | 92     | 42,99 %             |
| 3    | Solomon Alyssa Jae    | 83     | 41,71 %             |
| 4    | Sana Anarkulova       | 80     | 43,48 %             |
| 5    | Yoshino Sato          | 78     | 44,57 %             |

| Pos. | Spelare          | Block | Snitt per set |
| ---- | ---------------- | ----- | ------------- |
| 1    | Markenzie Benoit | 24    | 0,96          |
| 2    | Moeka Kinoe      | 14    | 0,67          |
| 3    | Katarina Pilepic | 14    | 0,56          |
| 4    | Haruyo Shimamura | 13    | 0,62          |
| 5    | Sana Anarkulova  | 13    | 0,59          |

| Pos. | Spelare               | Äss | Snitt per set |
| ---- | --------------------- | --- | ------------- |
| 1    | Yoshino Sato          | 11  | 0,52          |
| 2    | Nguyen Thi Bich Tuyen | 6   | 0,3           |
| 3    | Moeka Kinoe           | 6   | 0,29          |
| 4    | Le Thanh Thuy         | 5   | 0,25          |
| 5    | Chamlanian Neda       | 5   | 0,23          |